# イカSUMMER
「イカSUMMER」（イカサマー）は、日本のロックバンド・ORANGE RANGEの通算16枚目のシングル。

## 概要
前作「SAYONARA」からちょうど半年ぶりのリリースである。
YAMATOのクレジット欄は「球技はボクを裏切らない。VOX」、NAOTOのクレジット欄は「前作といっしょ。」となっている。

## 収録曲
- 作詞・作曲：ORANGE RANGE

1. イカSUMMER [3:57]
カネボウ化粧品「ALLIE」CMソング。2007年3月10日のCM放送開始と同時に着うたが先行配信された。着うたフルは日本レコード協会からゴールド認定されている[3]。
タイトルは、まだ夏ではないのに夏の歌ということで「如何様（いかさま＝イカSUMMER）」から付けられた。また、かっこいい夏（イカSU＝かっこいい、SUMMER＝夏）から付けられたともいわれている。デモを配る際にNAOTOが仮に付けたタイトルだったが、そのまま採用された。夏の曲として、この曲ともう1曲作られたが、そちらは「夏が終わりそうな雰囲気」の曲だったので、4月に発売するのは早いということで、こちらがシングルにされることが決まった。
ORANGE RANGEのシングル曲では初めてサックスやトランペット、リコーダーが使われている、スカパンクロック。YOHは「サビが6つある」と語っている。しかし、マーティ・フリードマンはこれを「それぞれのフレーズが印象に残らず、覚えやすいと言う彼らの（曲の）いい面が少しだけ足りない」と評している[4]。ニ長調の曲である。
歌詞はサーカス団がイメージされている。冒頭や間奏などで聞こえる呪文のようなものは、作曲したNAOTOによると意味はない言葉で、「突っ込まれると困る」と言っている。付記されている翻訳はレコード会社が用意したもの。
PVもサーカスがイメージされており、地元沖縄で沖縄の子供達の協力の元、撮影された。後半にあるサーカスのシーンは沖縄の闘牛場で撮影された。そのシーンの途中から、CGによってメンバーの髪が燃える演出がなされている。映像監督は三木孝浩。
同年7月に発売されたベストアルバム『ORANGE RANGE』には収録されず、2008年7月に発売されたオリジナルアルバム『PANIC FANCY』に収録された。
2. SJK06 [3:55]
『LIVE FANTAZICAL』で、アレンジしてセッションで演奏された、インディーズ時代のアルバム『オレンジボール』収録の「奏重鼓」のセッションバーション。元曲と比べて、歌詞やメロディはほとんど別物であるが、セッションアレンジなので最後の部分は元の歌詞に沿っていた。収録された理由は「記念に」。
最初は「SJK07」と発表されたが、2006年にアレンジされたものなので、後に「SJK06」に曲名が変更された。
3. DANCE2 (DJ KAGAMI Remix) [4:18]
4thアルバム『ORANGE RANGE』収録の「DANCE2 feat. ソイソース」を、KAGAMIのリミックスでシングルカット。KAGAMIとのコラボレーションは『Squeezed』収録の「上海ハニー KAGAMI remix」以来である。

## 関連情報

### 参加ミュージシャン
- 桜井正宏：ドラム (M-1)
- YOKAN：サックス、トランペット、トロンボーン、フルート、リコーダー (M-1)
- 佐野康夫：ドラム (M-2)

### 収録アルバム
- 『PANIC FANCY』 (M-1)
- 『ALL the SINGLES』 (M-1)
- 『ORANGE RANGE』 (M-2)

### タイアップ
- カネボウ化粧品「ALLIE」CMソング (M-1)